# الرجل الذي باع العالم (أغنية)

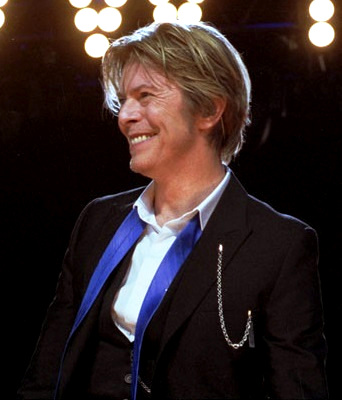

الرجل الذي باع العالم (بالإنجليزية: The Man Who Sold the World)‏ هي أغنية كتبها المغني وكاتب الأغاني الإنجليزي ديفيد بوي (8 يناير 1947 – 10 يناير 2016) وهي الأغنية الرئيسية لألبوم الاستوديو الثالث الذي يحمل نفس اسم الأغنية، وقد تم إصدارها في نوفمبر 1970 في الولايات المتحدة وفي أبريل 1971 في المملكة المتحدة. كلماتها غامضة ومثيرة للذكريات، مستوحاة من العديد من القصائد بما في ذلك قصيدة «انتيجونيش» لوليام هيوز ميرنز (انتيجونيش هي منطقة في نوفاسكوتشيا في كندا ويتحدث الشاعر عن اشباح ورجل لم يكن موجود). كان غناء بوي مختلف بشكل كبير بل يوصف بإنه مذهول، ووصفت الأغنية بأنها مؤلمة. مرت الأغنية دون أن يلاحظها أحد نسبيًا عند الإصدار الأولي في عام 1970، حتى انها تمت طباعتها على الوجه الثاني (المهمل) لاسطوانتين في عام 1973، فكانت الوجه الثاني لأغنيته «غرائب الفضاء Space Oddity»، وايضا الوجه الثاني لأغنيته «الحياة على المريخ Life on Mars»، وظل الأمر كذلك حتى غنتها المغنية الاسكتلندية لولو، وبلغت أغنيتها ذروتها في عام 1974 حين احتلت المركز الثالث في قوائم أفضل الأغاني البريطانية، مما لفت الأنظار اليها وحظيت باهتمام واسع في العقود اللاحقة، وقام عدد كبير من المغنيين بغنائها (110 فنان)، وبأثر رجعي، تم اختيار تسجيل بوي الأصلي كأحد أفضل أغانيه، حيث أشاد الكثيرون بالطبيعة الغريبة الفريدة للتسجيل. قام بوي بأداء الأغنية مرات في وقت لاحق من حياته المهنية في إصدارات مختلفة عن الأغنية الأصلية، وبأسلوب أكثر قتامة خلال جولاته الخارجية عام 1995؛ كما أعاد تسجيل الأغنية مرة أخرى مع توزيع جيتارات صوتية Acoustic arrangement في عام 1996 للفيلم الوثائقي «بوي والتغيرات الآن  ChangesNowBowie» الذي تم إصداره في عام 2020.
قال ديفيد بوي في مقابلة مع راديو بي بي سي 1: «أعتقد أنني كتبتها لأنه كان هناك جزء من نفسي كنت أبحث عنه... تلك الأغنية بالنسبة لي دائمًا ما تمثل نوعًا من شعورك عندما تكون صغيرًا، عندما تعلم أن هناك جزءًا من نفسك لم تشكله أو لم يظهر حتى الآن، ويصبح لديك هذا البحث الرائع، وهذه الحاجة الملحة لمعرفة من أنت حقًا».

## طاقم العزف والغناء
ديفيد بوي: غناء رئيسي، غيتار صوتي
ميك رونسون: جيتار كهربائي
توني فيسكونتي: جيتار باس
وودي وودمانسي: طبول وإيقاع
رالف ميس: جهاز مزج كهربائي

## كلمات الأغنية
مررنا على الدرج We passed upon the stair
تحدثنا عن ما كان ومتى We spoke of was and when
على الرغم من أنني لم أكن هناك Although I wasn't there
قال إنني صديقه He said I was his friend
وجاء هذا كمفاجأة Which came as some surprise
لقد تحدثت إلى عينيه I spoke into his eyes
اعتقدت أنك مت وحيدًا I thought you died alone
منذ زمن بعيد جدًا A long long time ago
أوه لا، ليس أنا Oh no, not me
لم أفقد السيطرة أبدًا I never lost control
أنت وجها لوجه You're face to face

الرجل الذي باع العالم (لولو)

مع الرجل الذي باع العالم With the man who sold the world
ضحكت وصافحت يده I laughed and shook his hand
وشققت طريقي عائدًا And made my way back home
لقد بحثت عن شكل وأرض I searched for form and land
لسنوات وسنوات تجولت For years and years I roamed
حدقت بنظرة وحدقت I gazed a gazley stare
بالملايين هنا At all the millions here
لابد أننا قد متنا وحداء We must have died alone
منذ زمن بعيد جدا A long long time ago
من يعرف Who knows
ليس انا Not me
لم نفقد السيطرة أبدًا We never lost control
أنت وجها لوجه You're face to face
مع الرجل الذي باع العالم With the man who sold the world

## نسخة المغنية لولو

الرجل الذي باع العالم (نرفانا)

قامت لولو بغناء هذه الأغنية، وكما قال ديفيد باكلي (كاتب السير الذاتية): «لقد قامت لولو بغنائها باسلوب مهلهل، أقرب إلى اسلوب الغناء في الكباريهات، بصوت عالٍ ومشوه»، وتتذكر لولو أن بوي دعاها إلى حفلة موسيقية أقامها وبعد ذلك قابلها في غرفته بالفندق قائلاً انه يريدها أن تغني أغنية من أغانيه، ولم تعتقد وقتها أن هذا المشروع سوف يكتمل ولا أنه سيختار لها هذه الأغنية وقالت: «لم يكن لدي أي فكرة عما تتحدث هذه الأغنية، وكان بوي في الأستوديو وقبل التسجيل لا يتوقف عن طلبه أن استمر في تدخين السجائر لإعطاء صوتي جودة معينة».

## نسخة فريق الروك نرفانا
نيرفانا هو فريق روك أمريكي تشكل في واشنطن، عام 1987، وحظى بشعبية كبيرة خلال فترته القصيرة (1987 – 1994)، وتحتفظ موسيقاه بمتابعة شعبية وتأثير كبير على ثقافة الروك أند رول الحديثة، أسس الفريق المغني الرئيسي وعازف الجيتار كورت كوبين، الذي قال عنه ديفيد بوي: «لقد شعرت بالذهول عندما اكتشفت أن كورت كوبين يحب اعمالي، وأرت دائمًا التحدث معه حول أسباب طلبه غناء» الرجل الذي باع العالم«، لقد كان غناؤه جيد ومباشر، وكان من الرائع العمل معه، لكن مجرد التحدث معه عن رغبته في غناء تلك الأغنية سيكون رائعًا حقًا»، واشتكى بوي من حقيقة أنه عندما كان يقوم بغناء أغنيته هذه بنفسه، كان يواجه بعض صغار المعجبين يأتون اليه ويقولون له إنه لأمر رائع أنك تغني أغنية نيرفانا، وكتبت مجلة «الرولنج ستون» أن علامة نجاح نسخة من أغنية أصلية، انك لن تعرف أنها نسخة وليست الأصل.

## وصلات خارجية
https://www.songfacts.com/facts/david-bowie/the-man-who-sold-the-world الرجل الذي باع العالم (أغنية)
https://www.youtube.com/watch?v=HSH--SJKVQQ الرجل الذي باع العالم (أغنية)
https://www.youtube.com/watch?v=TyFAnA9oPRE الرجل الذي باع العالم (أغنية)
https://www.youtube.com/watch?v=fregObNcHC8 الرجل الذي باع العالم (أغنية) 